# Locomotiva FS 270
Le locomotive FS 270 erano un gruppo di locomotive a vapore della Rete Adriatica (RA) reimmatricolate poi nelle Ferrovie dello Stato (FS).
Progettate dall'ufficio studi di Firenze della RA per il servizio di linea al traino dei treni merci, esse costituirono una interpretazione italiana del tipo francese delle Bourbonnais sviluppato dalla società Paris-Lyon par le Bourbonnais (poi confluita nella Compagnie Paris-Lyon-Méditerranée), che fu caratterizzato dal rodiggio C e dal tender separato, molte delle quali fin dal 1864 erano state importate per far servizio in Italia.
Vennero utilizzate per la trazione di treni viaggiatori e merci di media composizione su linee pianeggianti o mediamente acclivi.
Da esse derivò il progetto del gruppo 350 bis RA, poi 290 FS, l'ultimo esemplare del quale è conservato nel Museo nazionale ferroviario di Pietrarsa.

## Premesse
Le locomotive a vapore poi conosciute come Bourbonnais vennero progettate e costruite nel 1854-1855 (secondo un'altra fonte nel 1856) dalla Köchlin di Mulhouse per conto della società ferroviaria francese De Paris à Lyon par le Bourbonnais. Erano locomotive di rodiggio C con tender per servizi di linea, sviluppavano una potenza di 350 CV e potevano raggiungere una velocità massima di 50 km/h.
Poiché nell'esercizio delle linee dei Giovi e della Porrettana le locomotive allora in uso stavano dimostrando i loro limiti, la Società per le Ferrovie dell'Alta Italia (SFAI) decise di integrare il proprio parco con locomotive più potenti. Dato che le fabbriche italiane non erano ancora in grado di far fronte a tali commesse l'azienda risolse di rivolgersi all'industria estera. Sicché, tra il 1864 e il 1873, vennero importate 166 locomotive del tipo Bourbonnais costruite da Köchlin, Cockerill, Schneider e Parent & Schaken.
Successivamente, su progetto dell'Ufficio d'Arte della SFAI, tali macchine vennero potenziate allungando la caldaia (che così fu messa in grado di sviluppare dapprima 400 e poi 450 CV), dotandole di un tender più capiente e sostituendo il tettuccio di riparo del posto del macchinista e del fuochista con una cabina chiusa su tre lati.
Sulla base delle macchine così potenziate tra il 1877 e il 1884 la SFAI introdusse nel proprio parco altre 104 locomotive costruite da Sigl, Pietrarsa, Henschel, Ansaldo, Vulcan e Hannoversche Maschinenfabrik. Numerate SFAI 800-1180, nel 1885 vennero divise tra la Rete Mediterranea (diventando RM 3201-3900) e la Rete Adriatica (dove costituirono il gruppo RA 390). Nel 1905 79 unità ex RA e 315 unità ex RM costituirono il gruppo 215 FS, di cui nel 1922 esistevano ancora 129 unità.
Il tipo costruttivo delle Bourbonnais, avente le caratteristiche di massima dei vari gruppi SFAI, fu diffuso oltre che presso le RA e le RM anche presso altre aziende ferroviarie italiane (Strade Ferrate Meridionali, Strade Ferrate Romane e Rete Sicula) e costruito anche da industrie italiane. Le unità pervenute alle FS vi costituirono i gruppi 185, 190, 200, 206, 215, 216, 255, 260, 265, 268, 270 e 290.

## Progetto
A differenza dei precedenti gruppi di Bourbonnais entrati in servizio in Italia, il gruppo RA 350 fu progettato interamente dall'Ufficio Studi Locomotive di Firenze della Rete Adriatica.
L'esperienza progettuale degli ingegneri dell'Ufficio permise di sviluppare un progetto la cui impostazione generale fu debitrice solo nelle linee generali del tipo originale francese. Trattandosi, quindi, di un ripensamento con elementi originali di uno schema ormai maturo, esso trovò le ditte costruttrici già pronte ad avviare le linee di costruzione e ciò consentì di completare le consegne di tutte e 130 le macchine ordinate in soli quattro anni.
Secondo il Kalla-Bishop diversi elementi del progetto sono ascrivibili all'inizio del programma di unificazione dei tipi avviato dall'ufficio di Firenze. Inquadrabile nella scelta di progettare macchine che privilegiassero l'economicità complessiva dell'esercizio, esso, nel Novecento, avrebbe avuto il suo massimo sostenitore in Giuseppe Bianchi.
Il limitato carico per sala (14,4, 14,5 e 14,7 t per ognuna delle sale motrici) fu determinato dalla modesta resistenza delle travate metalliche della maggioranza dei ponti della rete.

## Caratteristiche
Le locomotive RA 350 erano macchine che, per le caratteristiche della caldaia, del motore e del rodiggio, che aveva tre sale di medio diametro, potevano sviluppare la potenza di regime alla velocità di 30 km/h. Perciò vennero destinate al servizio di linea per la trazione dei treni viaggiatori (accelerati), dei treni merci e per il servizio di spinta sulle linee di valico.
La caldaia, che generava vapore saturo, fu progettata a nuovo dalla RA e fu dotata di un nuovo tipo di forno, impiegato come ricambio anche per le locomotive RS 251-256, poi FS 269. Essa aveva le stesse caratteristiche di quella del futuro gruppo 290 FS.
Macchine a semplice espansione, avevano un motore con due cilindri gemelli esterni al telaio mentre i cassetti e il meccanismo della distribuzione, del tipo Stephenson a eccentrici, erano interni al telaio.
Erano dotate del freno a vuoto non automatico.
Le unità numerate FS 2701-2790 furono dotate di un tender a tre sale, lungo 6 880 mm, avente una massa di 28,3 t e contenente una scorta di 10 500 l d'acqua e 4,7 t di carbone, interscambiabile con quello dei gruppi 451 e 545 FS. Quelle numerate FS 2791-2820 avevano un tender a tre sale, lungo 6 880 mm, avente una massa di 29,7 t e contenente una scorta di 10 500 l d'acqua e 4,7 t di carbone, interscambiabile con quello dei gruppi FS 451, 545 e 550 FS. Infine, quelle numerate FS 2821-2830 ebbero in tender a due sale, lungo 6 360 mm, con massa di 22 t e scorte di 8 000 l d'acqua e 3,2 t di carbone.

## Costruzione
Il gruppo fu costituito da 130 macchine numerate RA 3501-3630 suddivise in tre serie: 3501-3590, costruite tra il 1888 e il 1889, con tender a tre sale; 3591-3620, costruite tra il 1889 e il 1890, con tender a tre sale; e 3621-3630, costruite nel 1891, con tender a due sale.
Le unità 3621-3630 furono dotate del tender a due sale, che consentiva una minore autonomia ma riduceva il peso morto a vantaggio dello sforzo di trazione e consentiva la loro giratura su piattaforme di piccolo diametro, al fine della loro assegnazione al servizio di spinta sulle linee con forti acclività.
La costruzione fu eseguita da Ansaldo (34 unità), Breda (44 unità), Sigl (11 unità), Alsaziana (11 unità), Neilson (20 unità) e Hannoversche Mfbk (10 unità). Le commesse assegnate all'Ansaldo e alla Breda testimoniano che le fabbriche italiane erano ormai in grado di sostenere la concorrenza straniera.

## Esercizio

### Servizi
Le 350 RA prestarono servizio inizialmente sulle linee irradiantisi da Fabriano e sulla linea Roma-Ancona.
Nel 1905 tutte le 130 locomotive passarono alle FS e costituirono il gruppo 270, con numerazione da 2701 a 2830, nel 1919 sostituita da quella definitiva 270.001-270.130.
Durante la prima guerra mondiale fu frequente l'impiego del gruppo al traino dei treni militari (tradotte e treni di rifornimenti).
Le 270 FS iniziarono ad essere radiate a partire dal 1925. Poco dopo il 1930 le ultime venti (ventidue secondo il Kalla-Bishop) erano ancora in servizio sulle linee irradiantisi da Mantova.

### Depositi
1888-1898: Fabriano e Ancona.
1930: Mantova.

## Conservazione museale
Nessuna unità è stata conservata.

## Il gruppo RA 350 nella cultura mediatica
(F. Guccini, La locomotiva)
L'unità 3541 è entrata nell'immaginario collettivo grazie a un incidente, al quale si è direttamente ispirato il cantautore Francesco Guccini per la sua celebre canzone La locomotiva, del 1972.
Nel pomeriggio del 20 luglio 1893 il fuochista Pietro Rigosi, 28 anni, sposato, padre di due figlie e apparentemente senza particolari problemi personali, sganciò la locomotiva RA 3541 dal treno merci 1343 durante una sosta nella stazione di Poggio Renatico (presso la quale Rigosi stesso lavorava), approfittando di un allontanamento del macchinista titolare Carlo Rimondini, la avviò e la lanciò in corsa sulla linea tra Poggio Renatico e Bologna.
Un dispaccio alle ore 16.45 ordinò alle stazioni sulla linea di dare il passo alla macchina e di instradarla su un binario morto appena se ne fosse presentata d'occasione. Inizialmente si pensò ad una macchina non condotta e mossa dal vapore residuo, ma, poiché la velocità aumentava, fu chiaro che a bordo c'era qualcuno che stava alimentando la caldaia. Rigosi, inoltre, aveva bloccato il fischio in posizione di funzionamento.
Rigosi, dopo aver spinto la macchina alla velocità di 50 km/h, davvero notevole per l'epoca, uscì dalla cabina e, percorrendo la passerella esterna della caldaia, raggiunse il fronte della macchina. Nella stazione di Bologna la locomotiva fu instradata su un binario morto e si schiantò contro un treno fermo, composto da sei carri merci e da una vettura di prima classe.
La macchina, danneggiata nell'urto, venne poi riparata e rimessa in servizio. Con le altre passò alle FS come 2741 e poi come 270.041.
Rigosi, rimasto schiacciato nell'urto, sopravvisse e fu ricoverato in ospedale. Gli si dovette amputare una gamba e rimase sfigurato in viso. Dopo due mesi venne dimesso dall'ospedale ed esonerato dal servizio in ferrovia per motivi di salute (e non licenziato in tronco). Non svelò mai i motivi del suo gesto, che fu interpretato da quasi tutti i giornali come atto di pazzia. Poiché era di idee profondamente anarchiche ed avrebbe anche pronunciato la frase "Che importa morire? Meglio morire che essere legato!" durante un colloquio con un cronista della Gazzetta piemontese, alcuni pensarono che lo avesse fatto per protesta contro le divisioni sociali.

### Fonti a stampa
- Pietro Accomazzi, Nozioni elementari sulla locomotiva delle strade ferrate, 7ª ed., Torino-Genova, Lattes, 1923.
- Guido Corbellini, Il cinquantenario delle Ferrovie dello Stato, in 1905-1955. Il Cinquantenario delle Ferrovie dello Stato, in Ingegneria Ferroviaria, vol. 9, n. 5-6, 1955, pp. 333-528, ISSN 0020-0956.
- Manlio Diegoli, La trazione a vapore, in Ingegneria Ferroviaria, vol. 16, n. 7-8, 1961,  pp. 671-680, ISSN 0020-0956 (WC · ACNP).
- Ferrovie dello Stato. Direzione generale. Servizio Trazione, Album dei tipi delle locomotive ed automotrici, vol. I, Firenze, Ferrovie dello Stato, 1915,  pp. tavv. 41, 42, 43, ISBN non esistente.
- Ferrovie dello Stato. Direzione generale. Servizio Trazione, Album dei tipi delle locomotive ed automotrici, Appendice II, prospetti, Firenze, Ferrovie dello Stato, 1923, ISBN non esistente.
- Ferrovie dello Stato. Divisione autonoma relazioni aziendali, 1883-1983. Il Servizio Materiale e Trazione delle Ferrovie dello Stato. Cento anni di progettazione a Firenze, Roma, Ferrovie dello Stato. Divisione autonoma relazioni aziendali, 1983, ISBN non esistente.
- Ministero delle Comunicazioni. Ferrovie dello Stato. Scuole Aiuto macchinisti, Nozioni di cultura professionale, vol. 2, parte 1, La locomotiva a vapore, Firenze, Soc. an. stab. tipografico già G. Civelli, 1940.
- Giuseppe Vicuna, Organizzazione e tecnica ferroviaria, Roma, Collegio Ingegneri Ferroviari Italiani, 1968.

### Storiografia e complementi
- Italo Briano, Storia delle ferrovie in Italia, Milano, Cavallotti, 1977, volume 1. Le vicende.
- Italo Briano, Storia delle ferrovie in Italia, volume 2: La tecnica 1, Milano, Cavallotti, 1977.
- Giovanni Cornolò, Locomotive a vapore FS, 2ª ed., Parma, Ermanno Albertelli, 1998,  pp. 489-491, ISBN 88-85909-91-4.
- Alcide Damen, Valerio Naglieri, Plinio Pirani, Treni di tutto il mondo. Italia. Locomotive a vapore, Parma, Ermanno Albertelli, 1971.
- Luciano Greggio, Le locomotive a vapore. Modelli di tutto il mondo dalle origini ad oggi con dati tecnici, Milano, Mondadori, 1997,  pp. 60, 73, 81.
- (EN) Peter Michael Kalla-Bishop, Italian State Railways steam locomotives, Abingdon, R. Tourret, 1986, ISBN 0-905878-03-5.
- Angelo Nascimbene e Aldo Riccardi, 1905-2005. Cento anni di locomotive a vapore delle Ferrovie dello Stato, in Tutto treno tema, n. 20, 2005,  pp. 53-56, 59, ISSN 1124-4232 (WC · ACNP).
- Gian Guido Turchi, Dall'«Adriatica» al museo di Pietrarsa: breve storia del Gruppo 290 FS, in I treni oggi, vol. 1, n. 1, 1980,  pp. 26-28, ISSN 0392-4602 (WC · ACNP).
- Zeta-Zeta [Bruno Bonazzelli], L'album delle locomotive (PDF), in HO Rivarossi, n. 30, 1959,  pp. 18-19.